# Piet Burger
Piet Burger (Andijk, 12 mei 1929 – aldaar, 22 april 2009) was een timmerman die later Nederlands puzzelmaker werd.  Hij verzorgde drie decennia lang de puzzelrubriek van Elsevier en werkte tevens voor andere bladen, waaronder Het Parool.
Als jongetje maakte Piet al puzzels in ‘Nieuws van de dag’. In de tijd dat hij vijf jaar in tuberculose-sanatorium Oranje Nassau's Oord lag begon hij zelf puzzels te ontwerpen. In 1947 verscheen zijn eerste puzzel in het puzzelblad Denksport. Voor dat blad werkte hij vast sinds 1962. In 1973 begon hij puzzels te maken voor Elsevier. Zijn rebus-cryptogram werd daar een succes. Naast cryptogrammen maakte hij diverse andere puzzels zoals toverdriehoekjes, dieren-duo’s en lettergreep-doorlopers voor bladen.
In zijn puzzels maken was hij conservatief: geen leestekens in woorden, geen woorden waar mensen zich aan konden storen en de diagrammen altijd vierkant of rechthoekig met een symmetrische indeling van zwarte hokjes. Hij deed alles handmatig, een computer heeft hij nooit willen gebruiken. Voor de Dikke Van Dale leverde hij verbeteringen aan. Bovendien leverde hij veel materiaal aan voor de Opperlândse Taal & Letterkunde van Hugo Brandt Corstius ofwel Battus. Piet Burger leefde als vrijgezel in zijn huis in Andijk, waar hij een bordje met Margot Pyrc bij de deur had opgehangen. Door dergelijke palindromen werd hij op de televisie door Sonja Barend in 1981 de Palindroomkoning van Andijk genoemd.
In 1978 verscheen van hem Cryptogrammen. Leed.... Vermaak, uitgegeven door Elseviers Weekblad. De cryptoconferentie van de bezoekers van Jaspers cryptogrammensite van 2009 in Cothen stond voor een groot deel in het teken van de man die bijna 55 jaar lang puzzelmaker was.

## Over Piet Burger
- Piet Burger uit Andijk (1929) ; Goochelaar met woorden en zinnen / Volkert J. Nobel. - West-Friesland Oud & Nieuw;